# Сава Живанов
Сава Живанов (Вршац, 22. јануар 1929. — 12. јануар 2021.) био је српски политиколог и редовни професор Факултета политичких наука у Београду на предмету „Савремени политички покрети”.

## Биографија
Рођен је 22. јануара 1929. године у Вршцу, где је завршио основну школу и Реалну гимназију 1948. године. Дипломирао је на Новинарској и дипломатској високој школи у Београду 1952. године (која је укинута те године, а престала са радом следеће године, уједно претеча Факултета политичких наука), д би на  Високој школи политичких наука (која је 1968 године прерасла у Факултет политичких наука) магистрирао са темом „Покрет радничке контроле у Русији у 1917—1918. године” 1964. године, па је 1966. године одбранио докторску тезу на тему „Радничко учествовање у управљању национализованом индустријом у првим годинама совјетске власти — (1917-1921)”. Уже специјалности су му совјетологија и постсоцијалистичка друштва.
Радио у неколико наврата у Учитељској школи у Вршцу, као секретар (1954-1955) и као професор (1960-1962). Од 1955. до 1958. предавао у Вршачкој гимназији, од 1958. до 1960. био потпредседник скупштине Општине Вршац. Био је и председник Културно-просветне заједнице у Вршцу од 1960. до 1963. године.
На Факултету политичких наука је био од 1963. године. Школовао се у Москви (1964) и Познању (1973).
Награђен од Борбе за најуспешнијег спољног сарадника за серију текстова о руској политичкој сцени у фебруару 1999.
Преминуо је 12. јануара 2021. и сахрањен 16. јануара 2021. године у Београду.
Течно је говорио руски, а служио се и енглеским језиком.
Живео је на Новом Београду са супругом Драгом, са којом је имао ћерку и сина.

## Избор библиографије
- Покрет радничке контроле у Русији у 1917—1918. године, 1964, магистарски рад
- Радничко учествовање у управљању национализованом индустријом у првим годинама совјетске власти — (1917-1921), 1966, докторска дисертација
- Стаљинизам и дестаљинизација, 1969, Центар за политичке студије и друштвено-политичко образовање
- Основе марксизма и социјалистичко самоуправљање, 1979, Завод за уџбенике и наставна средства (приручник за трећи разред усмереног образовања, група аутора, 4 новија издања)
- Совјетска схватања европске безбедности и сурадње, 1980, Факултет политичких наука Загреб
- Револуција у Русији 1917. године — кључна питања, основни токови и социјални и политички носиоци, 1988, Научна књига
- Русија у време Јељцина — друштвени процеси и политичко организовање (1990-1999), 2002, Факултет политичких наука
- Русија на прелому векова — последње деценије руског царства од завршетка Кримског до почетка Првог светског рата (1855-1914), 2002, Службени лист СРЈ
- Русија и раскол Европе — односи између европских сила пред Први светски рат од Берлинског конгреса до почетка рата (1878-1914), 2005, Службени лист СЦГ
- Пад руског царства 1, Русија у Првом светском рату, 2007, Нолит
- Пад руског царства 2, Фебруарска револуција, 2007, Нолит
- Црвени октобар. Том 1, Октобарска револуција, 2012, Службени гласник
- Црвени октобар. Том 2, Совјети или уставотворна скупштина, 2012, Службени гласник
- Европа пред Први светски рат — корени, узроци и поводи Великог рата, од Берлинског конгреса до почетка Првог светског рата (1878-1914), 2014, Завод за уџбенике